# Tetovo
Tetovo (makedonsk: Тетово, tr. Tetovo; albansk: Tetova eller Tetovë; tyrkisk: Kalkandelen) er en by i den nordvestlige del af Nordmakedonien, for foden af Šar Planina /Mali Sharr (Šar-bjerget), i den nedre del af Polog-dalen. Byen ligger 42 km fra hovedstaden Skopje og 24 km fra byen Gostivar. Tetovo er delt i to dele af floden Pena, som kommer fra Šar-bjerget.

## Byens historie
Byen er dateret helt tilbage fra den antikke makedonske tid og kendt med navnet Euneum.
Byen har virket som en hovedlandsby i  området Polog.
Polog har oprindelig været en sø, som nu er udtørret, mellem de omliggende bjerge bl.a. Šar Planina
Tetovo er i dag en voksende Makedonsk by. Den islamiserende politik i det Tyrkiske Rige gjorde sig især gældende i starten og midten af 1800 tallet. 
Under den osmaniske rige konverterede langt de fleste albanere til Islam. Muslimske og kristne Makedonere har hovedsageligt levet i harmoni, hvilket har været områdets styrke. Der har derfor siden Makedoniens selvstændighed i 1991 også været en væsentlig økonomisk fremgang i området.
Tetovo har i dag omkring 70.000 indbyggere, og sammen med omkringliggende landsbyer op mod 100.000 mennesker. 
Makedonske Albanere deler  historie  med Albanien og Kosovo. Tetovo området, og det vestlige Makedonien,  udgør i dag officielt 45% af Makedoniens indbyggertal. Makedoniens mindretalspolitik tillader befolkningsgruppers modersmål som officielt sprog (som suplement til Makedonske sprog), i kommuner hvor de etniske minoriteter udgør mere end 20% og derfor er albansk sprog også officielt her.
Tetovo ligger ved  foden af Sharris/Šar Planina , og fra byen er der 6 km op til skiområdet Popova Shapka/Kodra e dielit.

## Landsbyer i Tetovo-området
Orasha, Jazince, Rogacevo, Staro Selo, Vratnica, Beloviste, Odri, Dobroste, Neraste, Glodji, Prsovce, Jegunovce, Raotince, Janciste, Preljubiste, Tudence, Podbredje, Zilce, Siricino, Semsovo, Ozormiste, Palatica, Sarakino, Zelino, Qiflik, Deberce, Lerce, Ratae, Varvara, Tearce, Sllatina, Lesok, Neprosteno, Dzepciste, Poroj, Celopek, Miletino, Falise, Kopacindoll ,Sipkovica, Lisec, Debarca, Recica e Vogel, Recica e Madhe, Kallnik, Pallcishte, Kamenjane, Bogovinje, Pirok, Gajre.